# George Mackenzie
George Mackenzie de Rosehaugh (1636/1638–1691) era un abogado escocés, Abogado Real (Lord Advocate), ensayista y escritor.

## Biografía
Mackenzie nació en Dundee, hijo de Sir Simon Mackenzie de Lochslin y Elizabeth Bruce, hija del reverendo Peter Bruce, ministro de St Leonard. Era además nieto de Kenneth, Lord Mackenzie de Kintail y sobrino de George Mackenzie, 2º Conde de Seaforth.
Estudió en el King's College, la Universidad de Aberdeen, la Universidad de St Andrews y la Universidad de Bourges.
Mackenzie fue admitido en la Facultad de Abogados en 1659. Fue diputado de justicia desde 1661 a 1663, un puesto que le involucró en muchos juicios a presuntas brujas.
Fue nombrado caballero y fue miembro del Parlamento Escocés por el Condado de Ross desde 1669. En 1677 fue nombrado Abogado Real , y pasó a formar parte del Consejo Privado de Escocia.
Como Abogado Real, fue el principal responsable de la política persecutoria de Carlos II en Escocia contra los Covenanters Presbiterianos. Después de la batalla de Bothwell Bridge en 1679, Mackenzie mandó a prisión a 1200 covenanters en una zona al lado del Cementerio Greyfriars. Algunos fueron ejecutado, y cientos de ellos murieron por el maltrato recibido. Su trato hacia los Covenanters le valió el sobrenombre de Bloody Mackenzie (Mackenzie Sangriento). No está claro si el epíteto "Bloody" o "Bluidy" es de la época, pero la referencia a él como alguien sangriento se publicó ya en 1681, en un testimonio de Marion Harvey.
Mackenzie renunció a su trabajo por un corto periodo de tiempo, de 1686 a 1688. Se opuso al derrocamiento de Jacobo II, y, para evitar las consecuencias de la Revolución Gloriosa, se retiró de la vida pública en Oxford. 
Murió en Westminster el 8 de mayo de 1691 y fue enterrado en el Cementerio Greyfriars de Edimburgo. Su mausoleo fue diseñado por James Smith.

## Obra
En la vida privada, Mackenzie fue un hombre culto con tendencias literarias. Publicó Aretina en 1660, que se ha considerado como la primera novela escocesa. Alexander Nisbet, anticuario de la época, lo llamó "culto" y "distinguido".
Escribió libros sobre leyes, política y anticuariado, entre los que se incluyen:
- The Science of Heraldry, Treated as a Part of the Civil Law of Nations: Wherein Reasons are Given for its Principles, and Etymologies of its Harder Terms (1680).
- Institutions of the Law of Scotland (1684).
- Jus Regium: Or the Just and Solid Foundations of Monarchy in General, and More Especially of the Monarchy of Scotland: Maintain'd Against Buchannan, Naphtali, Dolman, Milton, &c. (1684).[9]
- A Vindication of the Government in Scotland (1691).
- Antiquity of the Royal Line of Scotland (1686).
- Memoirs of the Affairs of Scotland from the Restoration of Charles II (1821).

Mackenzie formó parte de los juicios por brujería en Modlothian en 1661, y defendió a la presunta bruja Maevia. Más tarde escribiría sobre su experiencia en este tipo de juicios. Aunque no adoptó su habitual postura escéptica, dijo que las brujas eran menos comunes de lo que las creencias nos hacían pensar. Atribuyó confesiones de brujería al uso de la tortura.
Su obra Laws and Customs of Scotland in Matters Criminal (1678) fue el primer texto de derecho penal en Escocia. En él, Mackenzie defendía como legal el uso de la tortura judicial. A raíz del complot de Rye House, Carlos II autorizó el uso de tortura contra William Spence, secretario de Archibald, Conde de Agyll. El Consejo Privado de Escocia fue reacio a ello, pero finalmente aceptó la tortura de Spence. Mackenzie visitó a William Carstares, en prisión en Londres por la misma investigación, para alertarle de las consecuencias de la conducta bajo la presión de un interrogatorio.
Otras obras fueron:
- Religio Stoici (1663).
- A Moral Essay preferring Solitude to Public Employment (1665).
- Moral Gallantry (1667).
- The Moral History of Frugality (1691).

## Legado
Mackenzie fue el fundador de la Advocates Library en Edimburgo, que empezó a funcionar en la década de 1680. La iniciativa hizo que se le nombrara Decano de la Facultad de Abogados en 1682.

## Familia
En 1662, Mackenzie se casó con Elizabeth, hija de John Dickson de Hartree, uno de los Senadores del Colegio de Justicia. Tuvieron varios hijos:
- John, Simon y George (que murieron jóvenes).
- Agnes, que se casó con James Stuart, más tarde 1er Conde de Bute.
- Elizabeth, que primero se casó con Sir Archibald Cockburn de Langton y después con Sir James Mackenzie de Royston.

Su primera mujer murió en 1667-68. En 1670, se casó con Margaret, hija de Haliburton de Pictur. Tuvieron tres hijos:
- George, que murió después de casarse.
- Anne, que se casó con Sir William Dick de Prestonfield.
- Elizabeth, que se casó con Sir John Stuart de Grandtully.